# Zbigniew Seifert
Zbigniew Seifert, född 6 juni 1946, död 15 februari 1979, var en polsk jazzviolinist.
Seifert föddes i Kraków, Polen år 1946. I början av sin karriär spelade han altsaxofon och var starkt influerad av John Coltrane. Han hängav sig själv till jazzviolin när han började att framträda med Tomasz Stańko Quintet år 1970 och blev en av ledande moderna jazzviolinister innan han avled i cancer vid 32 års ålder.

## Diskografi i urval
- Kunstkopfindianer (1974) — med Hans Koller
- Man of the Light (1976)
- Kilimanjaro (1978)
- Violin (1978) — med Oregon
- Passion (1978)